# Silence in the Snow
Silence in the Snow è il settimo album in studio del gruppo heavy metal statunitense Trivium, pubblicato il 2 ottobre 2015 dalla Roadrunner Records.

## Descrizione
È il primo e unico album del gruppo con Mat Madiro alla batteria e il primo realizzato senza l'utilizzo di growl da parte del cantante Matt Heafy. Tale scelta stilistica derivò dal fatto che al cantante, mesi prima dall'inizio della produzione del disco, venne diagnosticato un grave danneggiamento alle corde vocali in seguito a una tecnica errata di canto, che verrà corretta dallo stesso Heafy attraverso delle lezioni con un coach privato sino al completo recupero delle sue capacità canore, nel 2017. La copertina dell'album raffigura il teschio dell'oni Ibaraki, protagonista di un'antica leggenda giapponese, futuro simbolo del gruppo anche nelle produzioni susseguenti. Il disegno della maschera è stato abbozzato dal tatuatore del cantante Matthew Heafy, Kahlil Rintye, che è stata poi riprodotta dal costumista Vincent J. Guastini e fotografata per l'album da Jon Paul Douglass.
Il chitarrista Corey Beaulieu ha citatato Rainbow, Black Sabbath e Dio come influenze principali nella composizione dell'album, e ha dichiarato che il brano che ha dato nome al disco era stato inizialmente composto per l'album Shogun, ma non era stato poi ritenuto adatto al tema generale del disco. Il disco è fortemente ispirato all'heavy metal classico e all'hard rock e segna un discostamento dalle vecchie sonorità metalcore e thrash metal del gruppo.
L'edizione speciale dell'album contiene due tracce bonus, tra le quali The Darkness of My Mind, unico brano dei Trivium mai eseguito dal vivo o cantato in livestreaming dal cantante Matthew Heafy, scritto riguardo alla sua cagna Miyuki, gravemente malata di diabete e successivamente deceduta nel 2018.

## Accoglienza
L'album è stato accolto positivamente dalla critica specializzata, e Thom Jurek di AllMusic lo ritiene come un blocco, all'interno della discografia del gruppo, che per la prima volta nella loro carriera non va a sviluppare la loro musica metal ma piuttosto ad allargare i loro orizzonti. Il The Guardian, nella sua recensione, loda la produzione dicendo che «se continueranno su questo percorso, Silence in the Snow potrà essere ricordato come il momento che ha assicurato ai Trivium il loro status di colossi del metal moderno». Il brano Until the World Goes Cold, terzo singolo estratto dall'album, è il brano dal miglior debutto commerciale dei Trivium.

## Tracce
Testi e musiche dei Trivium, eccetto dove indicato.
1. Snøfall – 1:28 (musica: Ihsahn)
2. Silence in the Snow – 3:40
3. Blind Leading the Blind – 4:25
4. Dead and Gone – 3:46
5. The Ghost That's Haunting You – 4:09
6. Pull Me from the Void – 3:53
7. Until the World Goes Cold – 5:21
8. Rise Above the Tides – 3:54
9. The Thing That's Killing Me – 3:30
10. Beneath the Sun – 3:56
11. Breathe in the Flames – 5:11

Tracce bonus della Special Edition
1. Cease All Your Fire – 5:00
2. The Darkness of My Mind – 4:44

## Formazione
- Matthew K. Heafy – voce, chitarra
- Corey Beaulieu – chitarra
- Paolo Gregoletto – basso
- Mat Madiro – batteria, percussioni

## Classifiche
| Classifica (2015)       | Posizione massima |
| ----------------------- | ----------------- |
| Australia               | 7                 |
| Belgio (Fiandre)        | 58                |
| Belgio (Vallonia)       | 63                |
| Canada                  | 8                 |
| Finlandia               | 16                |
| Germania                | 13                |
| Giappone                | 41                |
| Irlanda                 | 33                |
| Nuova Zelanda           | 21                |
| Paesi Bassi             | 80                |
| Regno Unito             | 19                |
| Stati Uniti             | 19                |
| Stati Uniti (hard rock) | 3                 |
| Stati Uniti (rock)      | 3                 |